# Kalanchoe integrifolia
Kalanchoe integrifolia ist eine Pflanzenart der Gattung Kalanchoe in der Familie der Dickblattgewächse (Crassulaceae).

## Beschreibung

### Vegetative Merkmale
Kalanchoe integrifolia ist eine ausdauernde, reich verzweigte Pflanze, die Wuchshöhen von 50 bis 100 Zentimeter erreicht. Die holzigen, aufrechten, kräftigen Triebe weisen einen Durchmesser von bis zu 2 Zentimeter auf. Die kahlen, sitzenden, sehr dicken, fleischigen Laubblätter stehen an den Triebspitzen gedrängt zusammen. Die bereifte, wachsartig graue, länglich verkehrt eiförmig-spatelige bis halbzylindrische Blattspreite ist 3 bis 11 Zentimeter lang und 0,8 bis 2,5 Zentimeter breit. Ihre Spitze ist stumpf bis keilförmig, die Basis allmählich verschmälert. Der Blattrand ist ganzrandig.

### Generative Merkmale
Der Blütenstand ist eine dichte Rispe mit einer Länge von 2 bis 5 Zentimetern. Der steife, aufrechte Blütenstandsstiel ist 8 bis 25 Zentimeter lang. Die aufrechten Blüten stehen an roten, fleischigen, 2,5 bis 6 Millimeter langen Blütenstielen. Ihr grüner Kelch ist weich drüsig-haarig und die Kelchröhre 0,2 bis 1,4 Millimeter lang. Die eiförmig-dreieckigen Kelchzipfel sind 1,2 bis 3,5 Millimeter lang und etwa 2 Millimeter breit. Die weiße, gelbliche, rosafarbene bis mattrötliche Kronröhre urnenförmig und kahl bis drüsig-haarig. Sie ist 2,5 bis 5 Millimeter lang. Ihre länglich verkehrt eiförmigen Kronzipfel weisen eine Länge von 3,5 bis 6 Millimeter auf und sind ebenso breit. Die Staubblätter sind oberhalb der Mitte der Kronröhre angeheftet und ragen nicht aus der Blüte heraus. Die nierenförmigen Staubbeutel sind 0,8 bis 1 Millimeter lang. Die linealisch-dreieckigen Nektarschüppchen weisen eine Länge von 1,7 bis 2,5 Millimeter auf und sind 0,8 bis 1,2 Millimeter breit. Das Fruchtblatt weist eine Länge von 3,5 bis 5,5 Millimeter auf. Der Griffel ist 1,2 bis 1,9 Millimeter lang.
Die verkehrt eiförmigen Samen erreichen eine Länge von etwa 1,5 Millimeter.

## Systematik, Verbreitung und Gefährdung
Die Erstbeschreibung durch John Gilbert Baker wurde 1887 veröffentlicht.
Kalanchoe integrifolia ist auf Madagaskar auf Urgesteinsfelsen in Höhen von 1200 bis 2000 Metern verbreitet. Die Art steht auf der Roten Liste der IUCN und gilt als gefährdet (Vulnerable).

## Nachweise